# Hogra
Hogra was een Nederlands vrachtwagenmerk, dat tussen 1954 en 1959 trucks produceerde in Ravenstein.

## Geschiedenis
De naam Hogra was een samenstelling van de twee zakenpartners in het vrachtwagenproject: de heer Antonie Willem van Hoek en mevrouw Gravelaar. Mevrouw Gravelaar zorgde voor het kapitaal, Van Hoek voor de ideeën. Van Hoek werkte eerder bij N.V. Motorkracht in Hoogeveen, dat het vrachtwagenmerk Magirus-Deutz importeerde. Als directeur van dit bedrijf merkte Van Hoek dat er een markt was voor een zwaarder type vrachtauto. Het Eindhovense bedrijf ontwikkelde daarom zelf een zwaarder type, de MK, maar het project faalde. Van Hoek was echter overtuigd van zijn gelijk en begon onder de naam Hogra aan een nieuw project.

### Vestiging in Ravenstein
Als vestigingsplaats koos hij voor een leegstaande melkfabriek aan de Stationssingel in Ravenstein. Van Hoek liet er een grote hal en twee kleinere gebouwen neerzetten waar de Hogra-productie van start kon gaan. Het was de bedoeling een truck te bouwen die grotendeels uit buitenlandse componenten was opgebouwd, maar voldeed aan de specifieke eisen die de Nederlandse vervoerders stelden.
Als krachtbron werd gekozen voor de Britse Perkins-R6 motor en zowel de assen als de versnellingsbak van de eerste wagens waren van het fabricaat Moss. Later werd een ZF-versnellingsbak met 5 versnellingen gebruikt, terwijl ook de stuurinrichting door deze fabrikant geleverd werd. Het Ate-remsysteem was voorzien van een Grau-luchtdrukbekrachtiging. Er waren twee uitvoeringen leverbaar: een kort type met 3,70 meter wielbasis, bedoeld als kiepwagen- of trekkerchassis en een langer type met 4,80 meter wielbasis. Het eigen gewicht van het chassis was 3.400 kilogram en het bruto laadvermogen bedroeg 7 ton. Niet bekend is of Hogra de cabine in eigen beheer maakte of dit uitbesteedde aan een carrosseriebedrijf. Omdat Van Hoek eerder bij Motorkracht werkte, zou er een link kunnen bestaan met Berwi in Winschoten, dat onder andere carrosserieën voor Magirus-Deutz maakte.

### Start en groei van de productie
Omstreeks de kerstdagen van 1954 werden de eerste prototypes aan allerlei beproevingen onderworpen. Om eventuele gebreken en kinderziektes zo snel mogelijk aan het licht te brengen, werden de wagens zwaar overbelast met zo'n 12 ton in plaats van 7. Daarna werd een eerste serie van 12 stuks gemaakt. Die waren half 1955 gereed en bleken zeer goed te voldoen. In oktober 1955 werd besloten een grotere serie van 150 wagens te produceren. De chassis van deze wagens werden nog elders gebouwd, het profielstaal kwam uit Duitsland. Nadat er een nieuwe klink- en ponsmachine was gekocht, kon men de chassis geheel in eigen beheer vervaardigen. Deze nieuwe serie trucks kreeg een Perkins-P6-80 dieselmotor, die 83 pk leverde en een cilinderinhoud had van 4,73 liter. Deze motor was sterk genoeg voor de 11,5 ton totaalgewicht maar men wilde later toch weer terugkeren tot de Perkins-R6.
Aanvankelijk kon men zo'n 15 trucks per maand afleveren en men wilde dit aantal gaan opvoeren tot 60 per maand. De fabriek moest daartoe verder uitgebreid worden, want men wilde naast de typen met dieselmotor het productieprogramma aanvullen met wagens voorzien van een lpg-installatie. In september 1955 was de eerste presentatie van de Hogra-trucks op de Internationale Automobilausstellung in Frankfurt am Main en daarna verliep de verkoop vrij aardig. In 1956 wist men zelfs een order voor 150 truckchassis voor een afnemer in Zuid-Amerika binnen te halen, waarvoor in juli 1956 de eerste chassis werden verscheept. Een nieuw type werd in januari 1957 aan het programma toegevoegd, de H 7-S 100 met een 100 pk Steyr-dieselmotor met een cilinderinhoud van 5,322 liter.

### Einde van de productie en overstap naar auto-import
De concurrentie op de Nederlandse vrachtautomarkt werd steeds feller en voor een fabriek met kleine productiecijfers zoals Hogra werd het een moeilijke strijd. Tot 1959 werden er Hogra-trucks afgeleverd, maar toen besloot Van Hoek de truck fabricage te beëindigen. Het exacte aantal Hogra-trucks dat in deze jaren gebouwd werd, is niet bekend maar de schatting ligt zo tussen de 400 en 500 exemplaren. Anno 2010 zijn er nog een paar Hogra-vrachtwagens bij particuliere verzamelaars.
Van Hoek legde zich na het beëindigen van de Hogra-productie toe op de import van de Trabant. Regelmatig arriveerden goederentreinen met tientallen wagons vol Trabants op station Ravenstein die vervolgens werden overgebracht naar het vlakbij gelegen terrein van de importeur. Eind jaren zestig ging de Trabant-import over in handen van De Binckhorst Auto & Motor Import in Den Haag.
Vanaf 1965 werden onder de naam N.V. Imoca ook korte tijd de Russische Scaldia, Volga en Jalta geïmporteerd. Vanaf begin 1967 kregen de Russische merken in Nederland echter een nieuwe importeur, Gremi N.V. in Groningen.
De locatie in Ravenstein werd overgenomen door BMW-importeur Alimpo, die er het nationale distributiecentrum vestigde.